# ペルセポリス (漫画)
『ペルセポリス』（Persepolis）は、マルジャン・サトラピによる漫画（バンド・デシネ）作品。

## 概要
1970年から1990年のイランで育った自身の半生を漫画化した作品。特に、1979年に起こったイスラム革命（イラン革命）以降の自身の体験を描いている。
12か国語に翻訳され、30か国以上で出版されたベストセラー作品で。ニューヨーク・タイムズが選ぶ注目すべき本に選ばれたほか、2004年には優秀な外国語の本のアメリカ版に贈られるハーベイ賞を受賞。また、米国図書館協会のアレックス賞を受賞した。
2007年には著者自身が監督を務め、キアラ・マストロヤンニ、カトリーヌ・ドヌーヴらが声優を担当してアニメーション映画化された。

## 書籍情報
現在、著者はフランス在住であり、元々はフランスで全4巻で出版された。日本では全2巻にまとめられ、園田恵子の翻訳で、バジリコより刊行されている。両巻とも、2005年6月28日に初版が発行され、重版されている。
1. ペルセポリス - イランの少女 マルジ（ISBN 4-901784-65-X）
2. ペルセポリス - マルジ、故郷へ帰る（ISBN 4-901784-66-8）